# كيفن كلارك (لاعب كرة قدم أسترالية)
كيفن كلارك (بالإنجليزية: Kevin Clarke)‏ هو لاعب كرة قدم أسترالية أسترالي، ولد في 9 فبراير 1932، وتوفي في 5 نوفمبر 1993.

## وصلات خارجية
- كيفن كلارك (لاعب كرة قدم أسترالية) على موقع AustralianFootball.com (الإنجليزية)
- كيفن كلارك (لاعب كرة قدم أسترالية) على موقع AFLtables.com (الإنجليزية)